# Saint-Valentin (Indre)
Saint-Valentin ist eine französische Gemeinde mit 263 Einwohnern (Stand: 1. Januar 2022) im Département Indre in der Region Centre-Val de Loire; sie gehört zum Arrondissement Issoudun und zum Kanton Levroux. Die Einwohner werden Saint-Valentinois genannt.

## Geographie
Die Gemeinde Saint-Valentin liegt etwa 50 Kilometer westsüdwestlich von Bourges und etwa 27 Kilometer nordnordöstlich von Châteauroux. Umgeben ist Saint-Valentin von den Nachbargemeinden Ménétréols-sous-Vatan im Nordwesten und Norden, Lizeray im Norden und Osten, Saint-Aoustrille im Osten und Südosten, Neuvy-Pailloux im Süden sowie La Champenoise im Südwesten und Westen.

## Bevölkerungsentwicklung
| Jahr                       | 1962 | 1968 | 1975 | 1982 | 1990 | 1999 | 2010 | 2020 |
| Einwohner                  | 336  | 305  | 281  | 258  | 281  | 276  | 278  | 263  |
| Quellen: Cassini und INSEE |      |      |      |      |      |      |      |      |

## Sehenswürdigkeiten

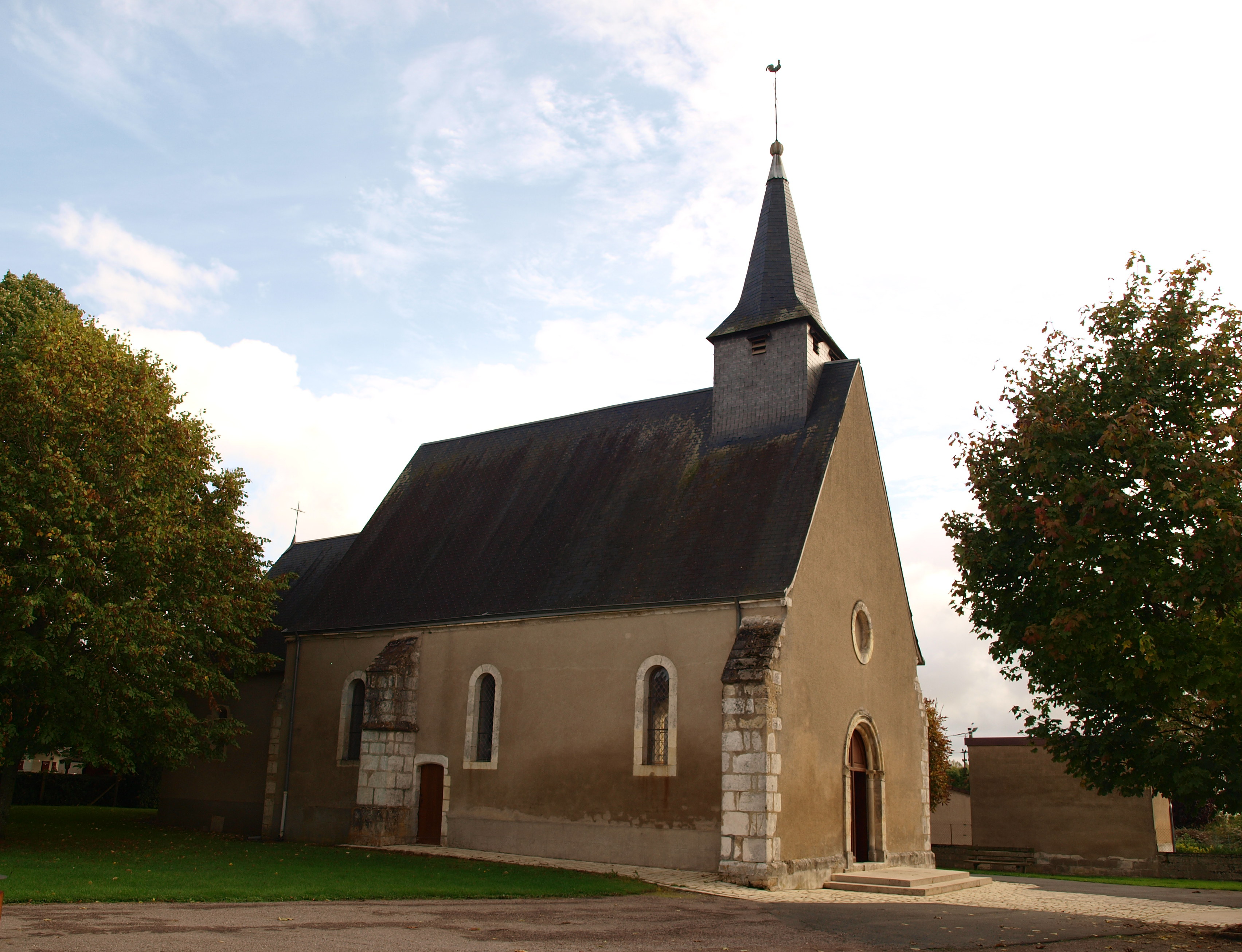
Kirche Saint-Valentin
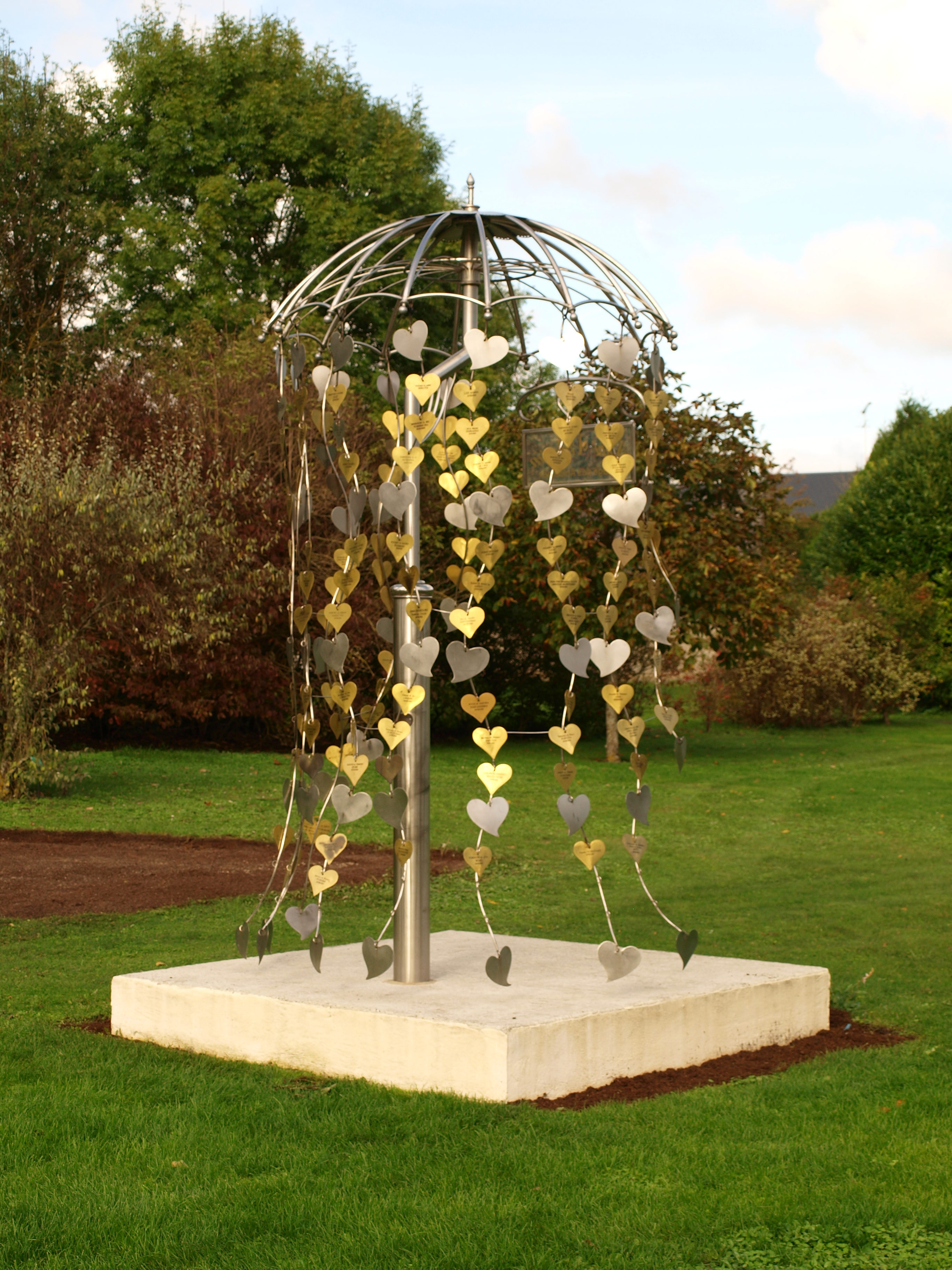
Jardin des amoureux
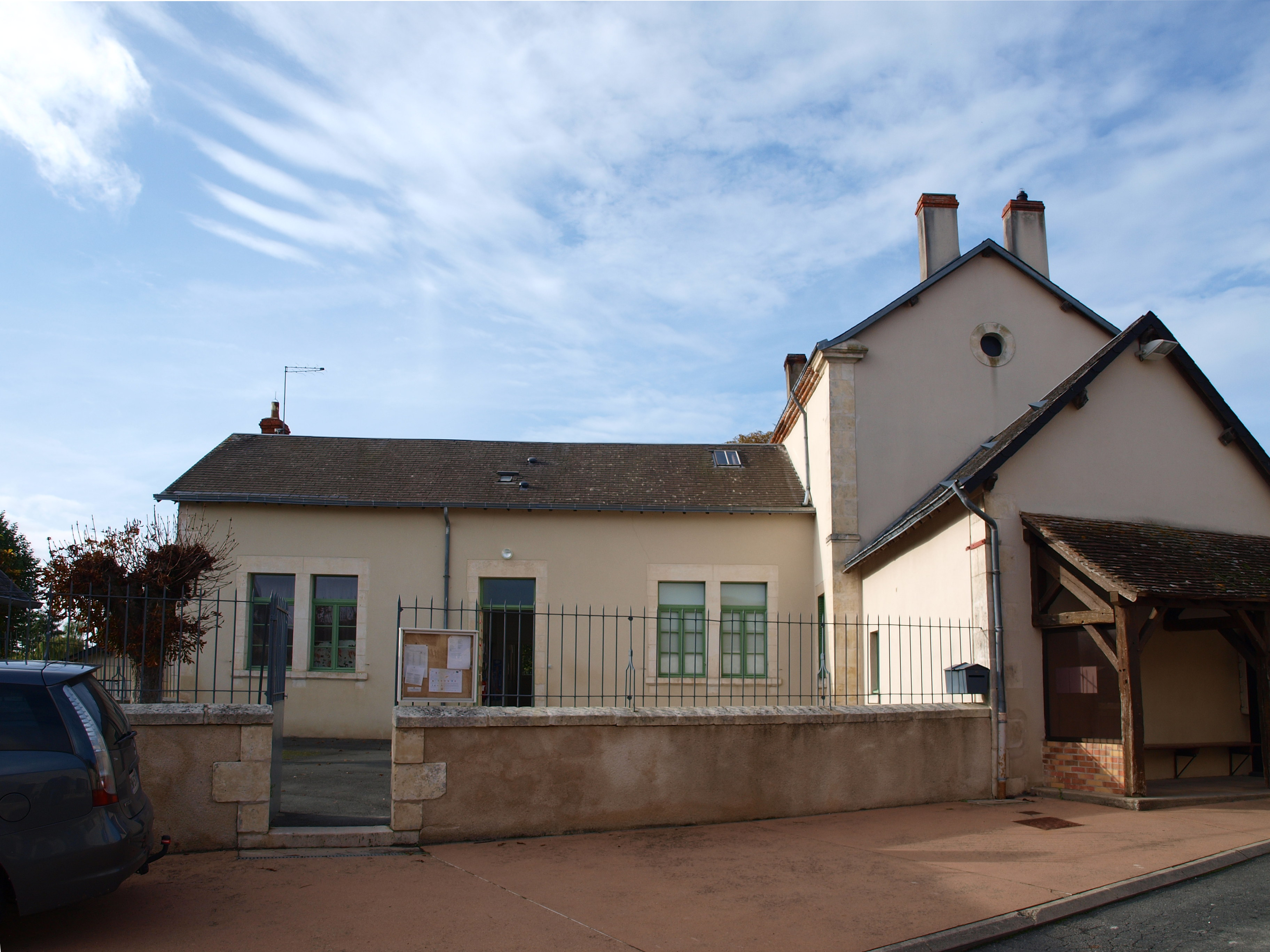
Schule
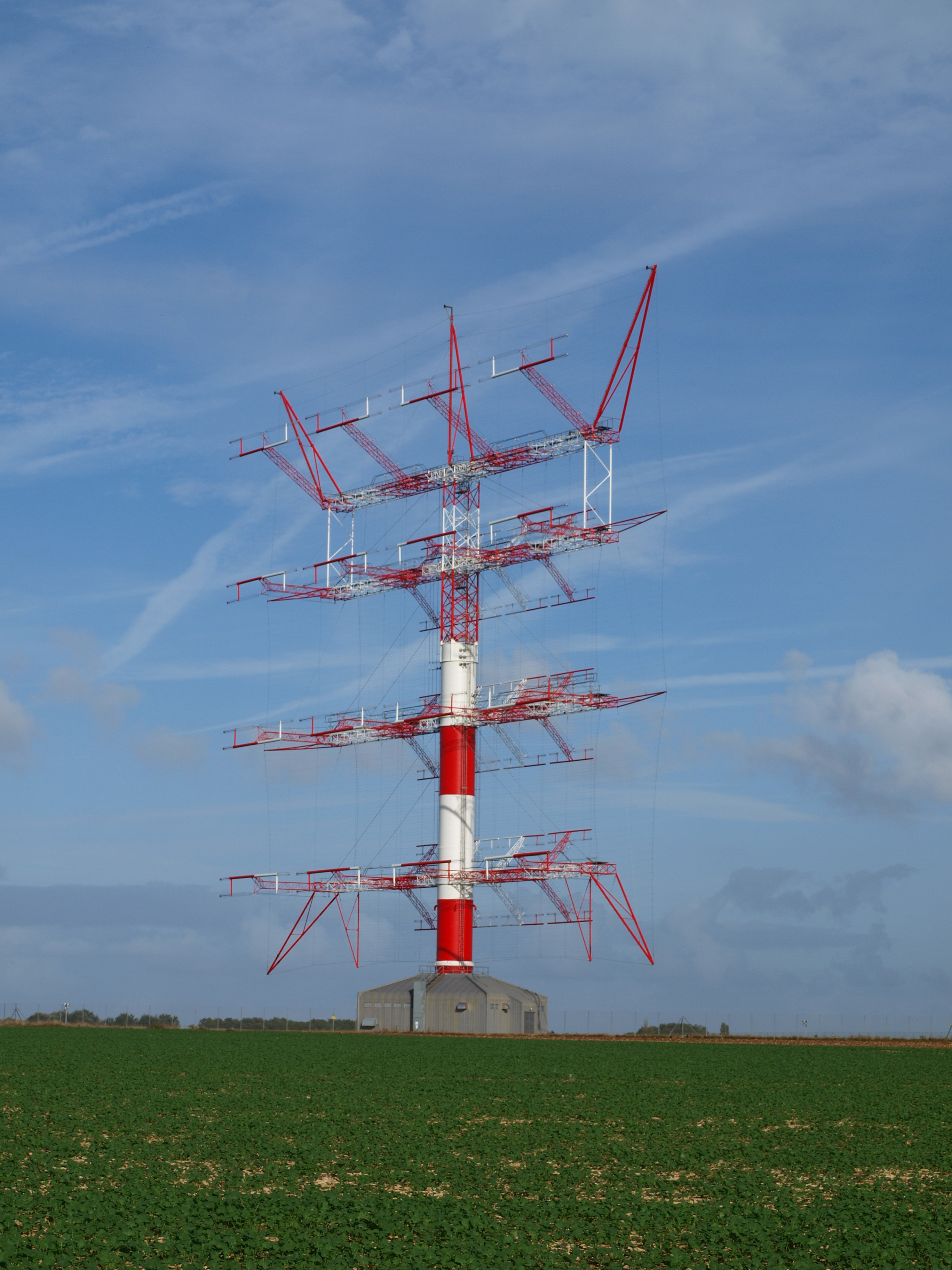
ALLISS-Antenne als Teil des Kurzwellen-Senders der TDF Issoudun

- Park Les Amoreux

- Kirche Saint-Valentin
- Jardin des amoureux
- Schule
- ALLISS-Antenne als Teil des Kurzwellen-Senders der TDF Issoudun

## Gemeindepartnerschaft
- St. Valentin in Niederösterreich, seit 1988